# Сборная Ирана по мини-футболу
Национальная сборная Ирана по мини-футболу представляет Иран на международных соревнованиях по мини-футболу. Является сильнейшей командой Азии, о чём свидетельствуют двенадцать побед на континентальном первенстве из пятнадцати возможных. Лучший результат на чемпионатах мира по мини-футболу - 3-е место в 2016 году. Капитан сборной Вахид Шамсаи является мировым рекордсменом  по международным голам - на его счету 335 мячей.

## Турнирные достижения

### Чемпионат мира по мини-футболу
- 1989 — не участвовала
- 1992 — 4-е место
- 1996 — групповой этап
- 2000 — групповой этап
- 2004 — групповой этап
- 2008 — групповой этап
- 2012 — 1/8 финала
- 2016 — 3-е место
- 2021 — 1/4 финала
- 2024 — 1/8 финала

### Кубок Азии по мини-футболу
- 1999 — Чемпион
- 2000 — Чемпион
- 2001 — Чемпион
- 2002 — Чемпион
- 2003 — Чемпион
- 2004 — Чемпион
- 2005 — Чемпион
- 2006 — 3-е место
- 2007 — Чемпион
- 2008 — Чемпион
- 2010 — Чемпион
- 2012 — 3-е место
- 2014 — 2-е место
- 2016 — Чемпион
- 2018 — Чемпион
- 2022 — 2-е место
- 2024 — Чемпион